# Suzuki Motor Corporation

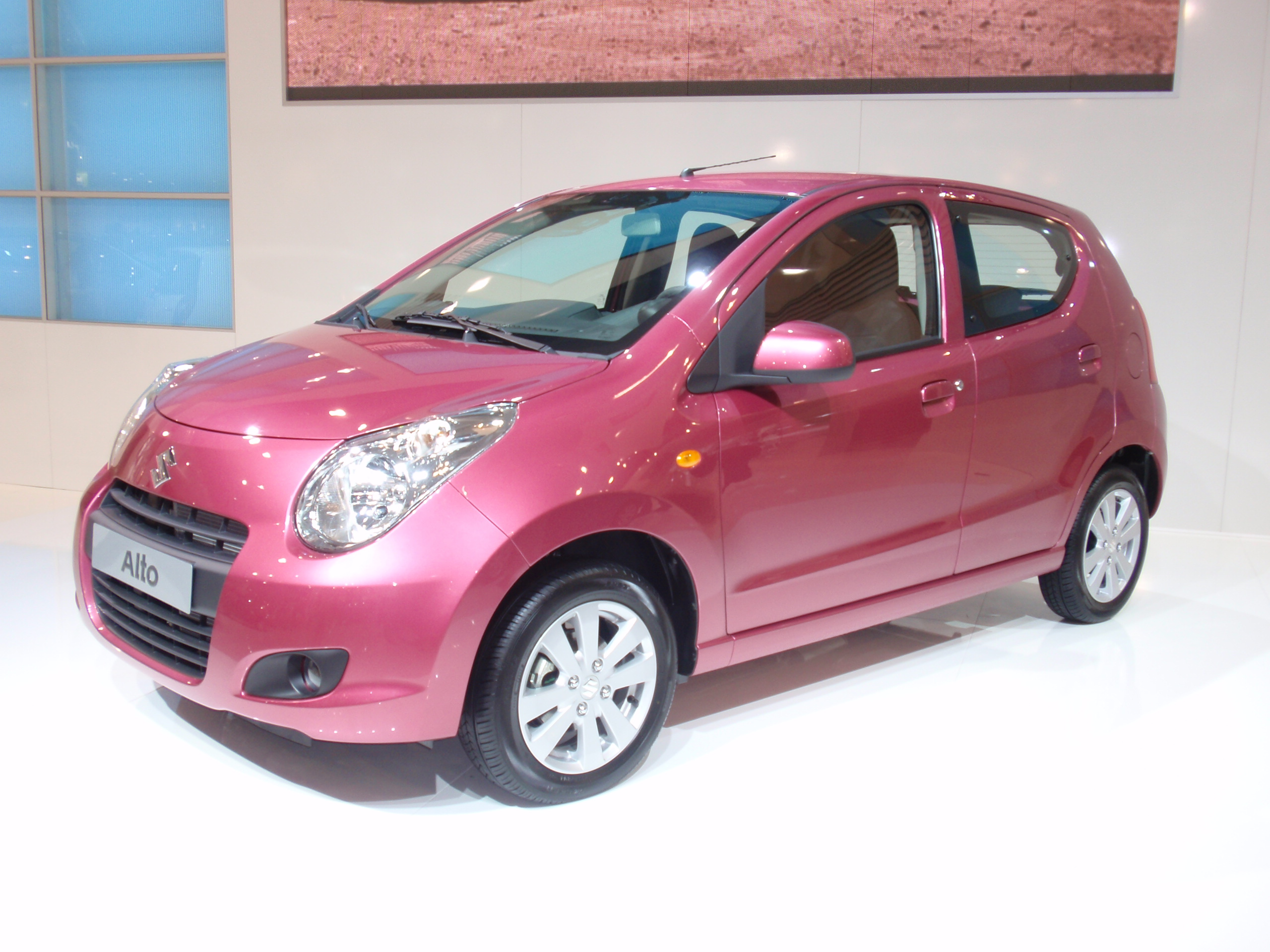
Suzuki Alto

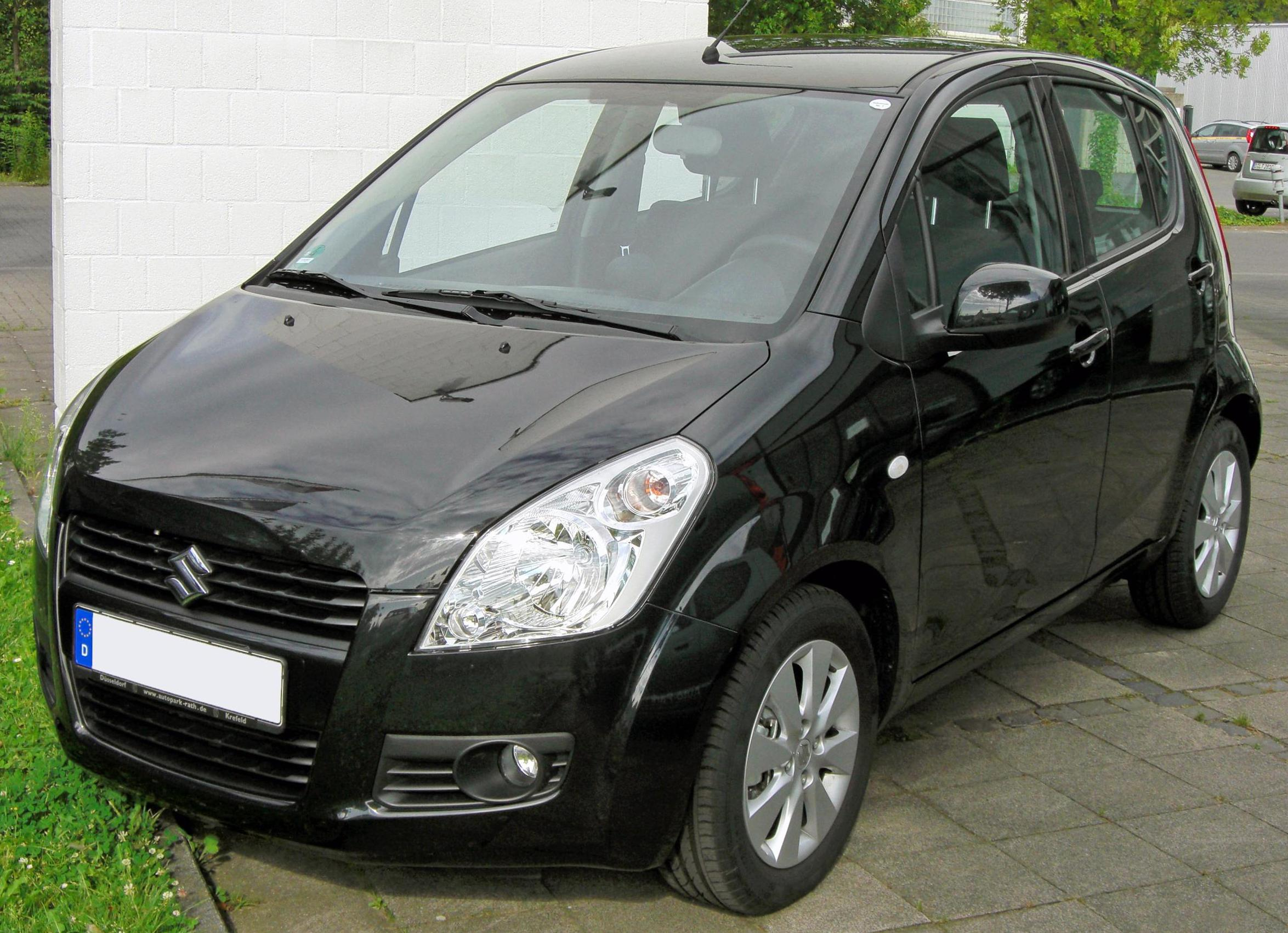
Suzuki Splash

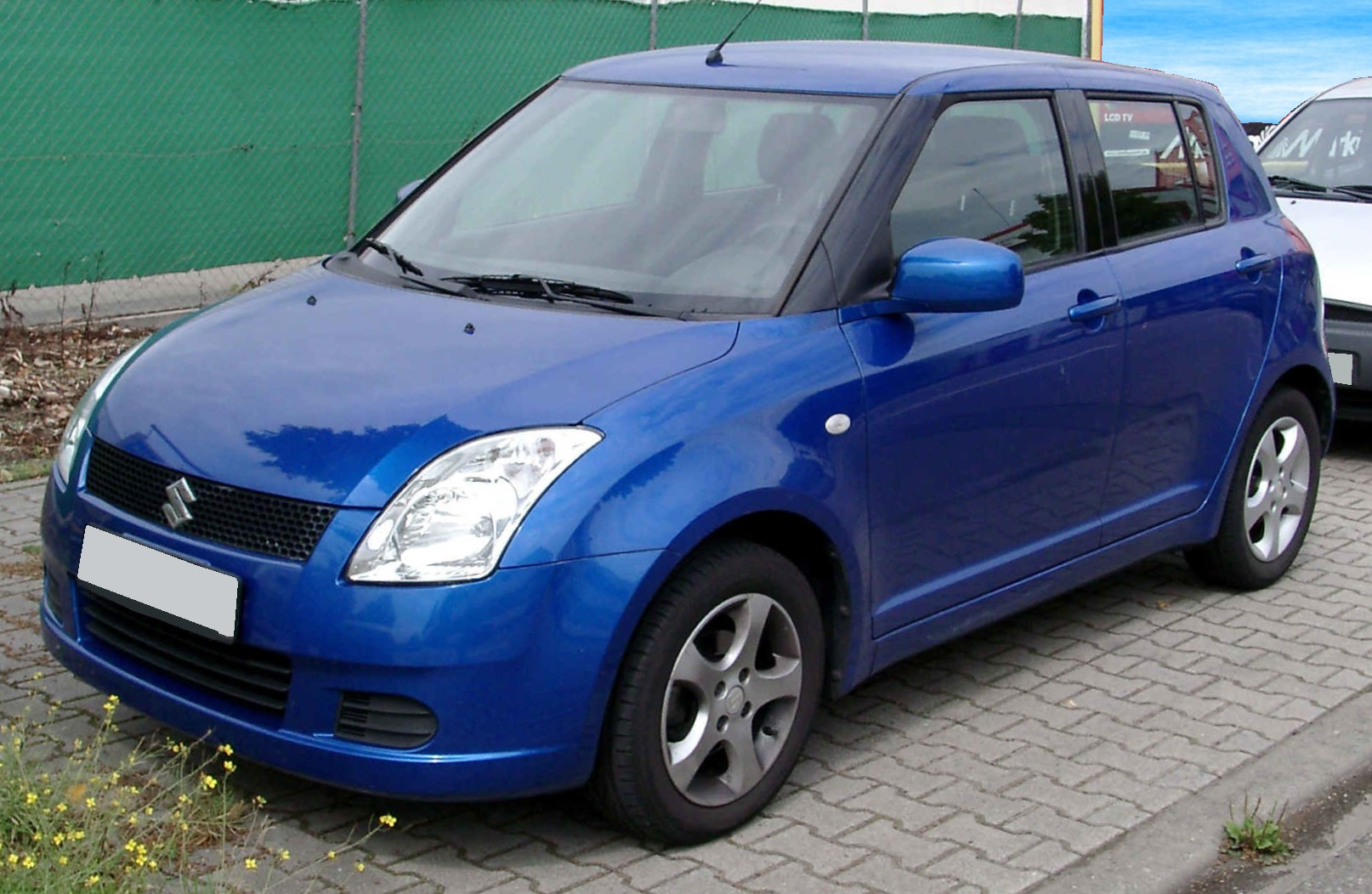
Suzuki Swift

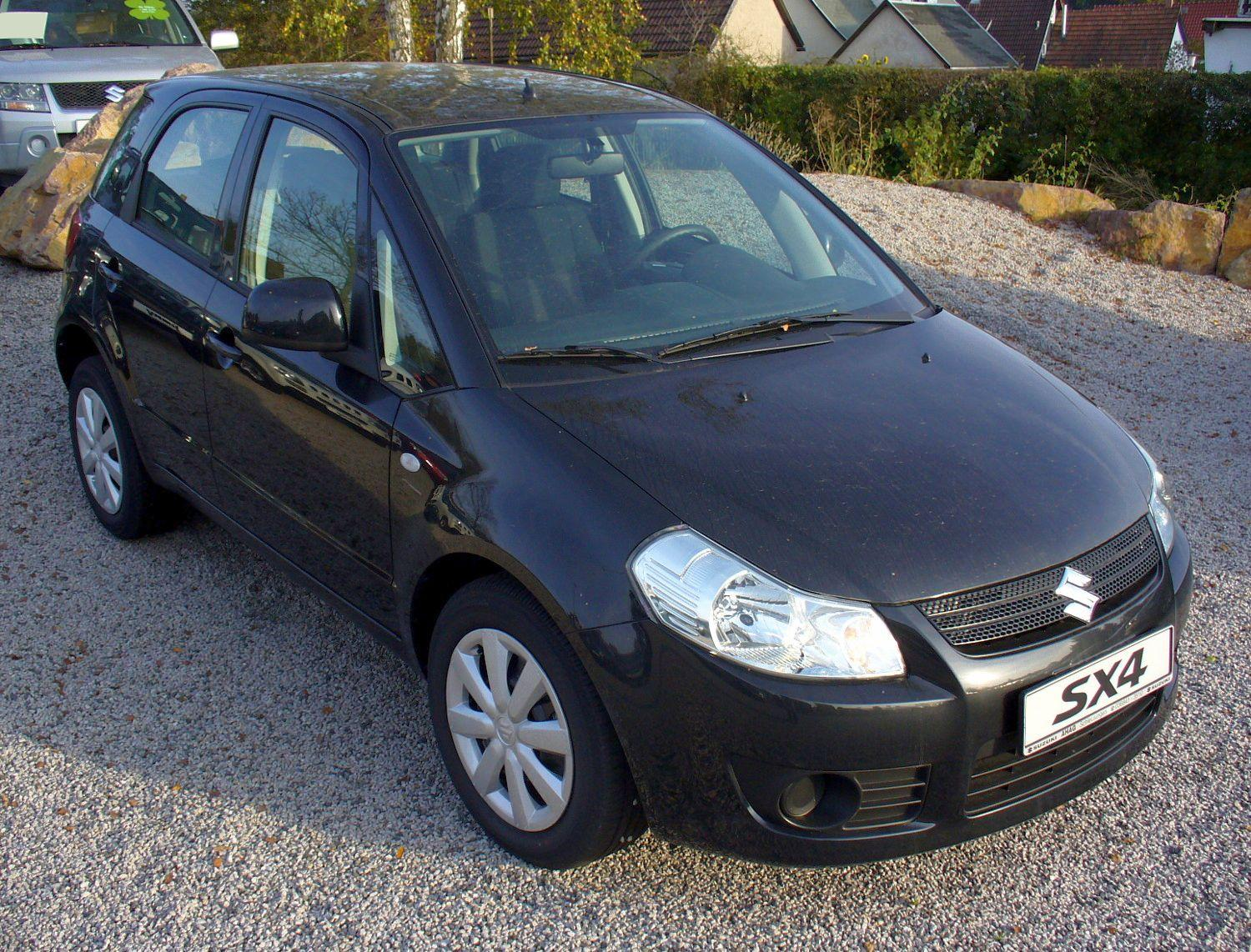
Suzuki SX4

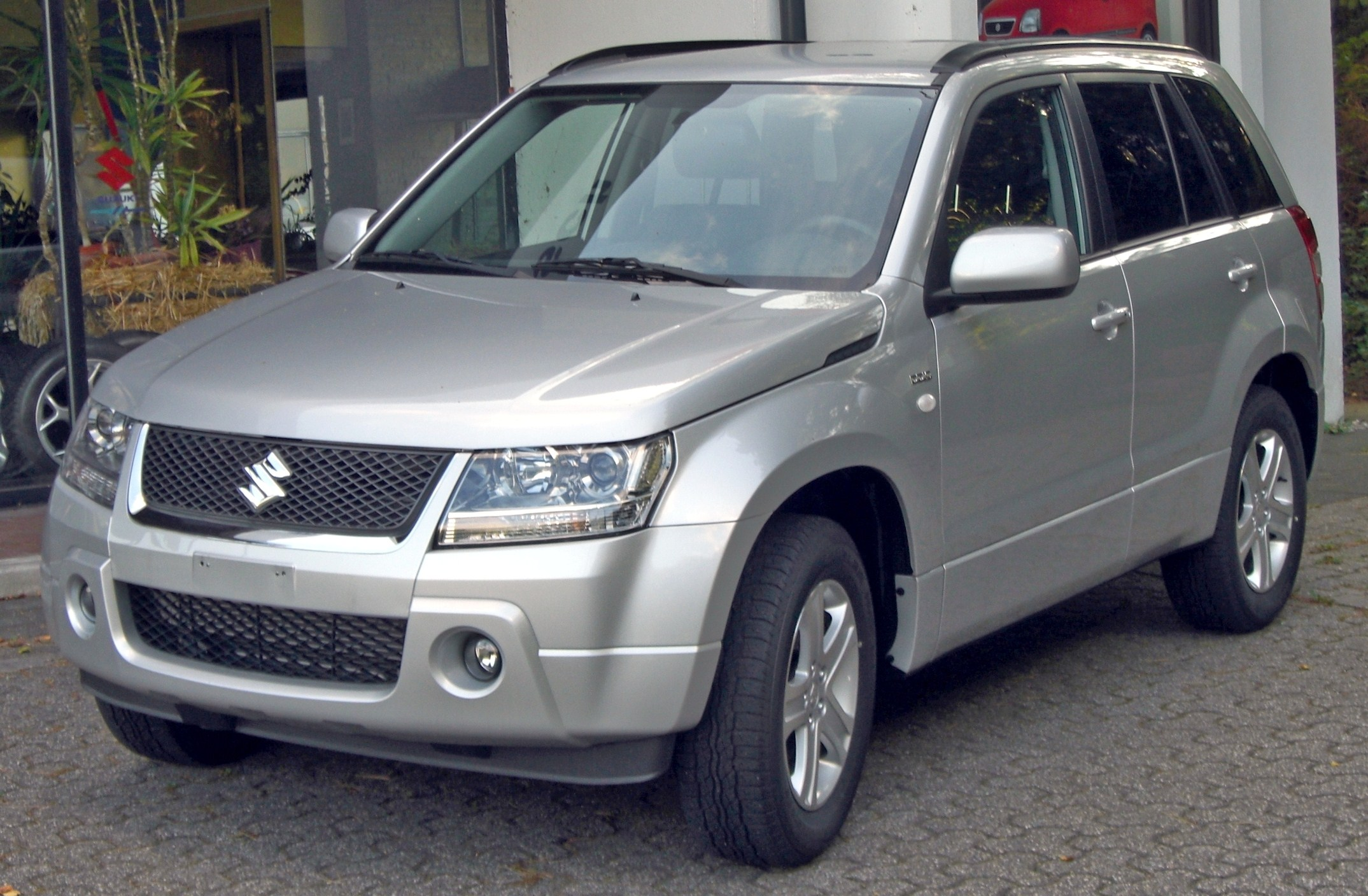
Suzuki Grand Vitara

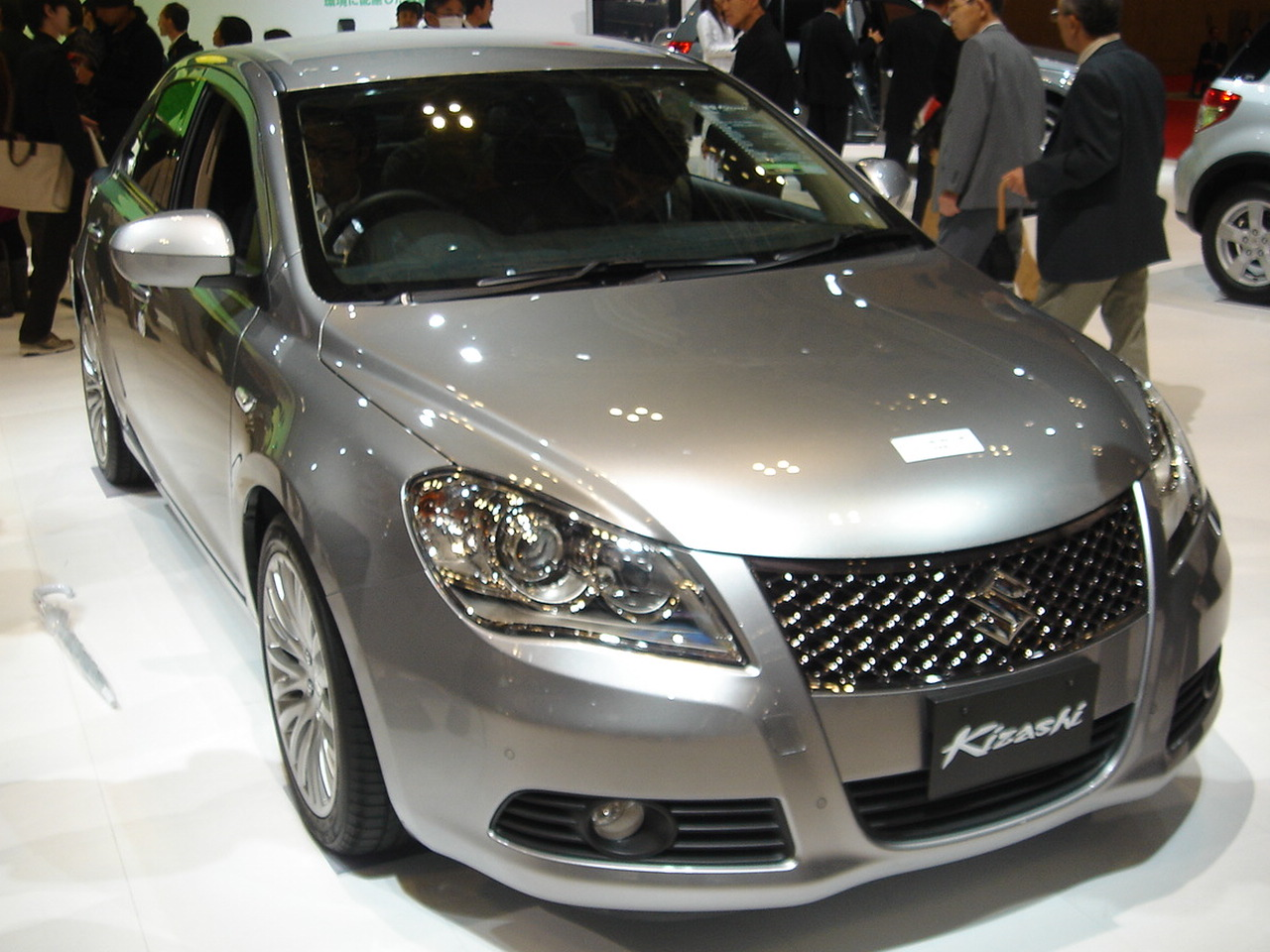
Suzuki Kizashi

Suzuki Motor Corporation — (читається Судзукі) японська машинобудівна компанія, заснована в 1909 році. Штаб-квартира — в місті Хамамацу, префектура Сідзуока.

## Виробники

### У Японії
- Японія Suzuki Motor Corp. Штаб-квартира розташована в м. Хамамацу, префектура Сідзуока. Основні виробничі потужності в:
  - м. Хамамацу, префектура Сідзуока (ст. Такацука);
  - м. Косай, префектура Сідзуока (ст. Шірасука);
  - м. Івата, префектура Сідзуока (ст. Івай);
  - м. Тойокава, префектура Айті (мотоцикли) (ст. Тойокава);
  - м. Макінохара, префектура Сідзуока (с. Саґара);
  - м. Какеґава, префектура Сідзуока (с. Ойсака).

### За межами Японії
- Канада CAMI Automotive. Штаб-квартира розташована в м. Інгерсолл (Онтаріо). Основні виробничі потужності в:
  - м. Інгерсолл (Онтаріо);
  - м. Ошава (Онтаріо);
  - м. Вітбі (Онтаріо).
- США Suzuki Manufacturing of America Corp. Штаб-квартира та основні виробничі потужності розташовані в м. Ром, штат Джорджія.
- Нова Зеландія Suzuki New Zealand Ltd. Штаб-квартира та основні виробничі потужності розташовані в м. Уонгануї.
- Аргентина Mar Maquinarias S.A. (мото). Штаб-квартира та основні виробничі потужності розташовані в м. Буенос-Айрес.
- Еквадор Omnibus BB Transportes SA. Штаб-квартира та основні виробничі потужності розташовані в м. Кіто.
- Колумбія Suzuki Motor de Colombia SA. Штаб-квартира та основні виробничі потужності розташовані в м. Перейра, департамент Рисаральда.
- Тайвань Suzuki Industrial Company Limited. Штаб-квартира та основні виробничі потужності розташовані в м. Новий Тайбей.
- КНР Jinan Qingqi Suzuki Motorcycle Co. Ltd. Штаб-квартира та основні виробничі потужності розташовані в м. Цзінань, провінція Шаньдун.
- КНР Chongqing Changan Automobile Co Ltd. Штаб-квартира та основні виробничі потужності розташовані в м. Чунцін.
- КНР Jiangxi Changhe Suzuki Automobile Co Ltd. Штаб-квартира та основні виробничі потужності розташовані в м. Дзіндечжень, провінція Цзянсі.
- КНР Nanjing Jincheng Suzuki Motorcycle Co., Ltd. Штаб-квартира та основні виробничі потужності розташовані в м. м. Нанкін, провінція Цзянсу.
- Індія Suzuki Motorcycle India Pvt Ltd. Штаб-квартира та основні виробничі потужності розташовані в c. Кхеркі-Даула, на автодорозі № 8, поблизу м. Ґурґаон, штат Хар'яна.
- Індія Maruti Suzuki India Ltd. Штаб-квартира розташована в м. Нью-Делі, р-н Васант-Кунджі. Основні виробничі потужності в:
  - м. Нью-Делі, р-н Васант-Кунджі;
  - c. Кхеркі-Даула, на автодорозі № 8, поблизу м. Ґурґаон, штат Хар'яна.
- Індонезія PT Suzuki Indomobil Motor (мото). Штаб-квартира та основні виробничі потужності розташовані в м. Бекасі, Спеціальний столичний регіон Джакарта.
- Таїланд Thai Suzuki Motor Co Ltd. Штаб-квартира та основні виробничі потужності розташовані в р-н Тханіабурі, провінція Патхумтхані.
- М'янма Suzuki Myanmar Motor Co. Ltd. Штаб-квартира та основні виробничі потужності розташовані в м. Саут-Даґон-Тауншип, округ Янгон.
- Пакистан PAK Suzuki Motor Co Ltd. Штаб-квартира та основні виробничі потужності розташовані в м. Бін-Касім (приміська зона Карачі), провінція Сінд.
- Малайзія Lion Suzuki Motor Sdn Bhd. Штаб-квартира та основні виробничі потужності розташовані в м. Шах-Алам.
- Малайзія Suzuki Assemblers Malaysia Sdn Bhd. Штаб-квартира та основні виробничі потужності розташовані в м. Пірай.
- Малайзія Suzuki Malaysia Automobile Sdn Bhd. Штаб-квартира та основні виробничі потужності розташовані в м. Шах-Алам.
- В'єтнам Vietnam Suzuki Corporation. Штаб-квартира та основні виробничі потужності розташовані в м. Б'єнхоа, провінція Донгнай.
- Угорщина Magyar Suzuki Corporation Ltd. Штаб-квартира та основні виробничі потужності розташовані в м. Естерґом, медьє Комаром-Естерґом.
- Іспанія Santana Motor S.A.. Штаб-квартира та основні виробничі потужності розташовані в м. Лінарес, Хаен.
- Іспанія Suzuki Motors España SA. Штаб-квартира та основні виробничі потужності розташовані в м. Хіхон, провінція Астурія.
- Італія Suzuki Italia S.p.A.. Штаб-квартира та основні виробничі потужності розташовані в м. Турин.

## Моделі
- Моделі Suzuki 
  - Aerio/Liana
  - Alto
  - Alto Lapin
  - APV
  - Cappuccino
  - Cara
  - Carry
  - Cervo
  - Suzuki Cultus (або Suzuki Forsa, Geo Metro, Pontiac Firefly)
  - Escudo
  - Equator
  - Esteem/Cultus Crescent/Baleno
  - Fronte
  - Grand Vitara
  - Ignis
  - Jimny
  - Kei
  - Kizashi
  - LJ-Series
  - Mehran
  - MightyBoy
  - MR Wagon
  - Sidekick
  - Splash
  - Swift
  - SX4
  - SX4 Crossover
  - SX4 Sport
  - Suzuki Twin
  - Wagon R
  - X-90
  - XL7
- Daewoo в Північній Америці
  - Swift+
  - Forenza/Reno
  - Verona
- Chevrolet в Північній Америці
  - Fun